# Cercopithecus mona
Cercopithecus mona là một loài động vật có vú trong họ Cercopithecidae, bộ Linh trưởng. Loài này được Schreber mô tả năm 1774.

## Hình ảnh

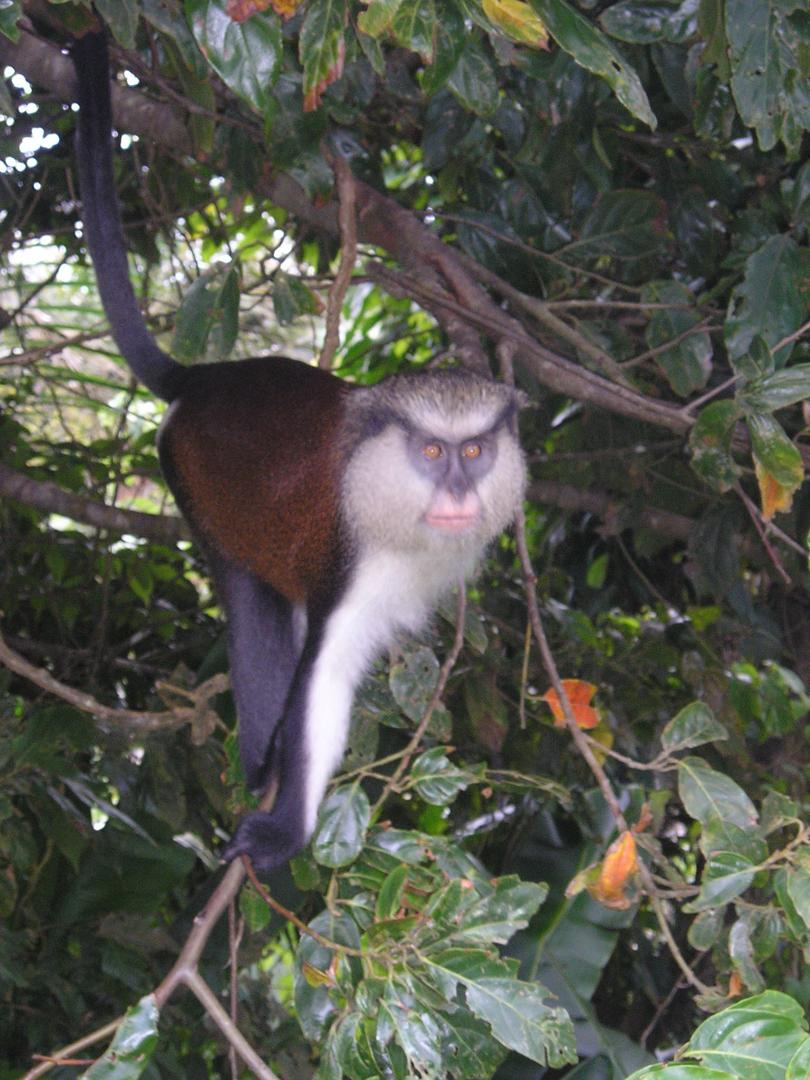
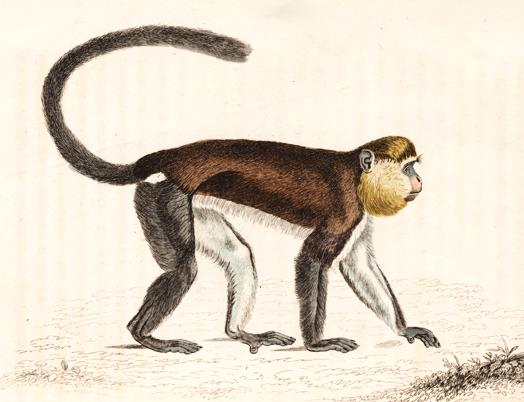
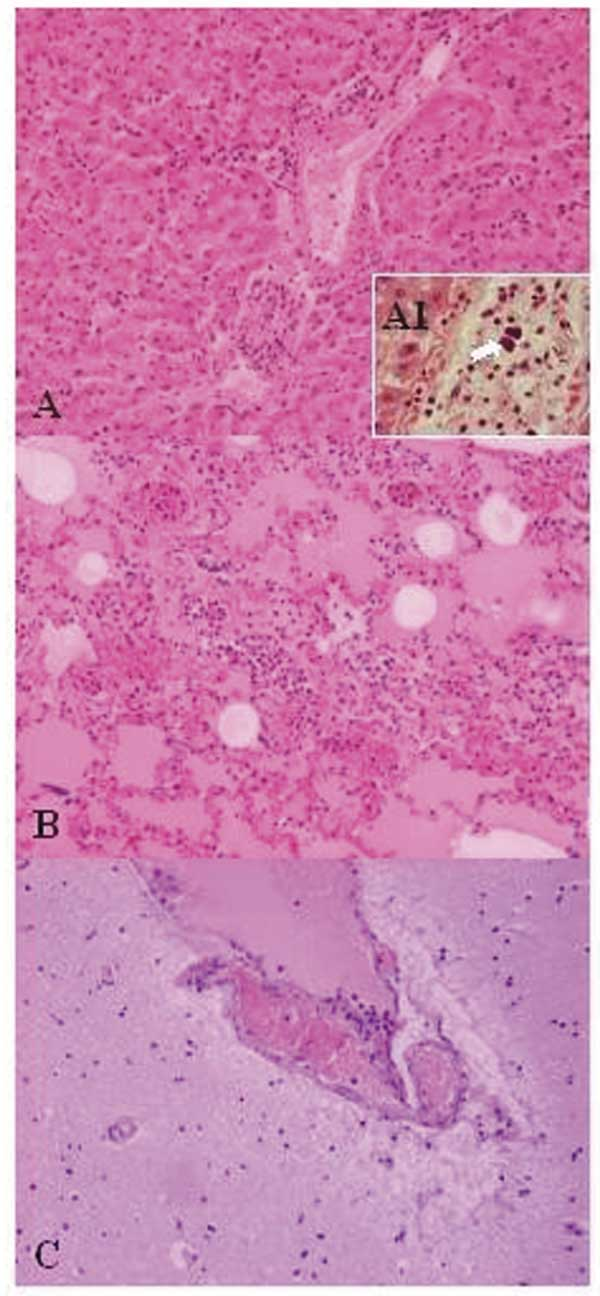
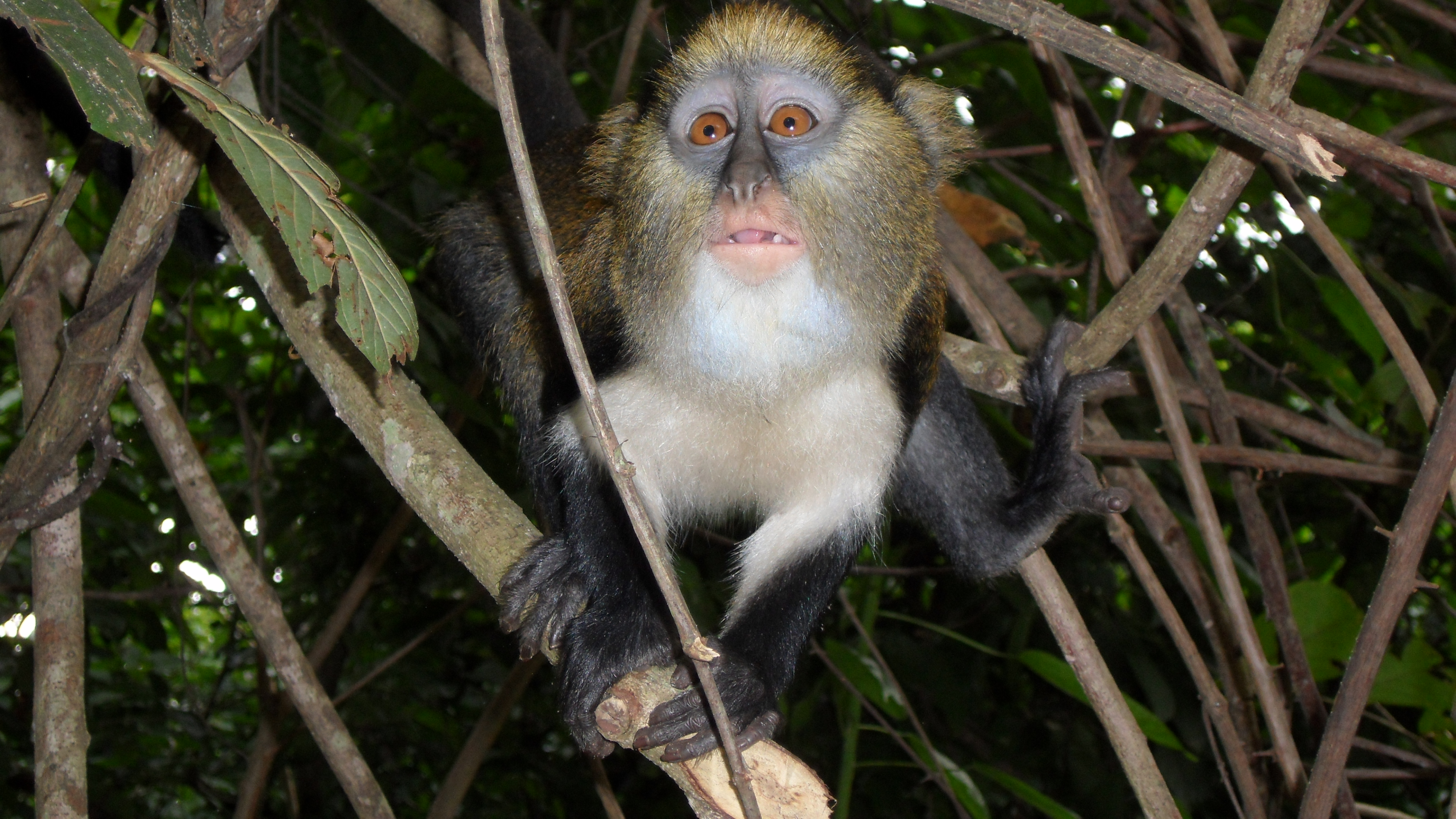